# کرسی وسط

نام کرسی‌های اصلی در تایپوگرافی.
برای توضیح بیشتر، کالبدشناسی تایپ‌فیس ببینید.

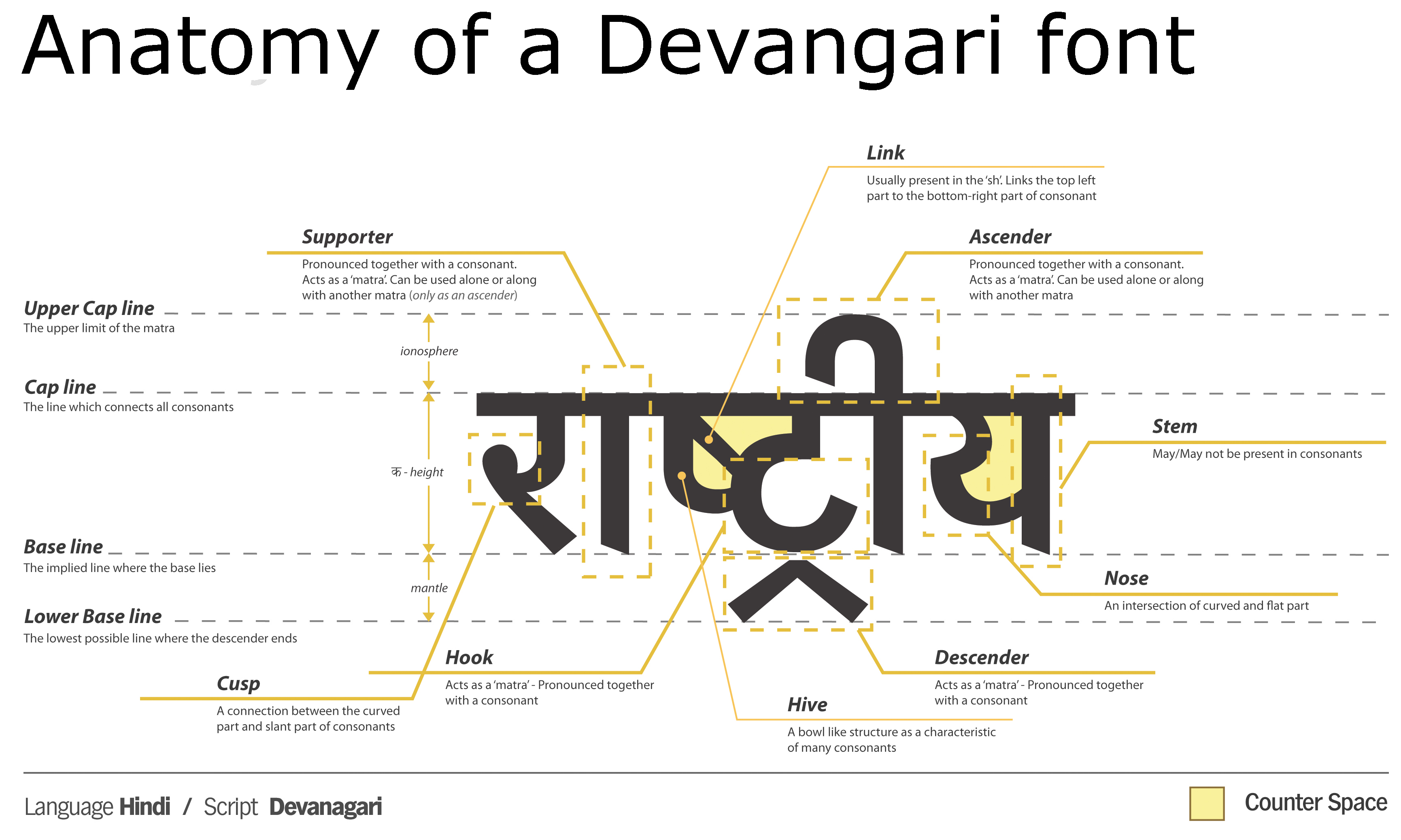
کالبدشناسی یک تایپ‌فیس دیواناگری

در تایپوگرافی و نوشتن اروپا و آسیای غربی، کرسی وسط خطی است که بیشتر حروف روی آن می‌نشینند و پایین‌رونده‌ها (descenders) زیر آن امتداد می‌یابند.
در مثال روبه‌رو، حرف 'p' یک پایین‌رونده دارد؛ حروف دیگر روی کرسی وسط (قرمز) قرار دارند.
حروف اغلب تایپ‌فیس‌ها، هرچند نه در همه‌شان، نسبت به کرسی وسط طبق قاعده‌های زیر تعریف می‌شوند:
- حروف بزرگ روی کرسی وسط قرار می گیرند. رایج‌ترین استثناها J و Q هستند.
- همهٔ ارقام روی کرسی وسط قرار دارند: 0 1 2 3 4 5 6 7 8 9
- برخی از ارقام متنی، پایین‌رونده دارند: 3 4 5 7 9
- این حروف کوچک دارای پایین‌رونده هستند: g j p q y.
- گلیف‌هایی که در پایین و بالایشان امتدادهای گرد دارند (0 3 6 8 c C G J o O Q) مقدار بسیار اندکی به زیر کرسی وسط می‌روند («فراجهش») تا این توهم بصری ایجاد شود که روی کرسی وسط قرار دارند؛ همچنین از بلندی x یا بلندی حروف بزرگ بالاتر می‌روند تا این توهم ایجاد شود که بلندی‌شان برابر با گلیف‌های مسطح (مانند H x 7 1 5 7) است. تایپ‌فیس دیجیتال نوشتهٔ پیتر کارو میزان معمول فراجهش را حدود ۱.۵٪ می‌داند.